# Live Songs
| Recensione              | Giudizio |
| ----------------------- | -------- |
| AllMusic                |          |
| Robert Christgau        | B+       |
| Dizionario del Pop-Rock |          |
| 24.000 dischi           |          |

Live Songs è il primo album discografico live del cantautore folk canadese Leonard Cohen, pubblicato nell'aprile del 1973.

## Tracce

### LP
Lato A (AL 31724)
Testi e musiche di Leonard Cohen.
1. Minute Prologue (Londra, "Royal Albert Hall" 1972) – 1:12
2. Passing Thru (Londra, "Royal Albert Hall" 1972) – 4:00
3. You Know Who I Am (Bruxelles, "Palais des Beaux-Arts" 1972) – 5:35
4. Bird on the Wire (Parigi, "Salle Pleyel" 1972) – 4:10
5. Nancy (Londra, "Royal Albert Hall" 1972) – 3:50
6. Improvisation (Parigi, "Salle Pleyel" 1972) – 3:12

Lato B (BL 31724)
Testi e musiche di Leonard Cohen.
1. Story of Isaac (Berlino, "Sportpalast" 1972) – 3:48
2. Please Don't Pass Me By (A Disgrace) (Londra, "Royal Albert Hall" 1970) – 13:55
3. Tonight Will Be Fine (Festival dell'isola di Wight 1970) – 6:08
4. Queen Victoria (Tennessee (in una camera) 1972) – 3:20

## Musicisti
1972
- Leonard Cohen – voce, chitarra acustica
- Ron Cornelius – chitarra acustica, chitarra elettrica
- David O'Connor – chitarra acustica
- Bob Johnston – organo
- Peter Marshal – basso elettrico
- Donna Washburn – cori
- Jennifer Warren – cori

1970
- Leonard Cohen – voce, chitarra acustica
- Ron Cornelius – chitarra elettrica
- Elkin Fowler – banjo, chitarra
- Charlie Daniels – basso elettrico, banjo
- Bob Johnston – armonica, chitarra
- Aileen Fowler – cori
- Corlynn Hanner – cori

Note aggiuntive
- Bob Johnston – produttore
- Bob Potter – ingegnere delle registrazioni
- S. B: Elrod – foto copertina album

## Classifica
Album
| Anno | Classifica    | Posizione raggiunta |
| ---- | ------------- | ------------------- |
| 1973 | Billboard 200 | 156                 |